# 東沢地区
東沢地区（ひがしざわちく）は、山形県山形市の東部にある地区名の一つ。
東沢地区は、もともと南村山郡東沢村として存在していたが、1954年（昭和29年）に山形市に編入された。なお、南村山郡東沢村のうち小白川地区は、先行して1931年（昭和6年）に山形市に編入されており、山形市との一体化が進んだため、山形市第八地区として東沢地区には含まれていない。昔から笹谷峠や、現在でも山形自動車道など「仙台への抜け道」と位置づけられている。最近では団地やニュータウンの開発が著しく、山形市内のベッドタウンにもなりつつある。

## 地理
山形市の東部で、市内を東西に流れる馬見ヶ崎川（まみがさきがわ）の上流部にあたる。水が豊かな地区で、地区にある蔵王（ざおう）ダムは、市内の山形駅以東の地域に供給している。
地区内には、山形自動車道が通っており、笹谷トンネルを使って、仙台市や他の県からの往来が激しい。
また、べにばなトンネルが開通し、市街地を通過せずに市内高瀬地区や山寺方面へ通り抜けることができるようになった。

## 交通
- 高速道路
  - 山形自動車道
- 一般国道
  - 国道286号
- その他
  - べにばなトンネル（スーパー農道）
  - 二口林道